# 小原鑑元
小原 鑑元（おばら あきもと）は、戦国時代の武将。大友氏の家臣。小原右並（すけなみ、大友義右の代からの家臣と思われる）の子。
小原氏は阿南氏庶流で阿南荘小原（現・大分県由布市）を本貫とする。

## 生涯

### 大友氏の家臣として
豊後国の戦国大名・大友氏の家臣である小原右並の子として誕生。初めは大友義鑑に仕え、その偏諱を賜って鑑元と名乗る。
天文19年（1550年）の二階崩れの変の際、義鑑の遺書に雄城治景・吉岡長増・田北鑑生・臼杵鑑続・志賀親守と共に連署。以後は、義鑑の子・大友義鎮の加判衆（家老）となる。同年、この大友家の混乱に乗じて隈本城に入った菊池義武を佐伯惟教らと共に攻め肥後国を平定した。翌20年（1551年）南関城に入り肥後方分となる。

### 姓氏対立事件
弘治2年（1556年）5月、大友家中の他紋衆（大友氏が豊後国へ来る以前からここに領地を持って住んでいた武家）を糾合し、大友庶家である同紋衆の重用政策に反対して挙兵。この同紋衆と他紋衆の反目は大友家中に以前からあり、あえて義鑑は加判衆の半数を他紋衆から選ぶように遺言していた。しかし義鎮は同紋衆を重用し、鑑元は肥後平定後加判衆から外されていため、この事件の要因ともなった。
他紋衆の挙兵は大友氏館のある府内でも発生し、一時は当主義鎮も要害の丹生島城へ避難する事態となったが、同紋衆の働きにより、共に挙兵した本庄新左衛門尉統綱、中村新兵衛長直（名は鎮信とも）、賀来紀伊守惟重らは豊後で討ち取られ、佐伯惟教は伊予国に逃亡した。勇将である鑑元は南関城に籠城し城兵を叱咤して奮戦したが、城に火をかけられるに及んで妻子を手に掛け、城兵と共に城外に打って出て討死した。

## 関連作品
- 赤神諒『大友落月記』（日本経済新聞出版社、2018年9月11日）ISBN 978-4532171476（『大友二階崩れ』の続編。小原鑑元の乱を題材とする）